# Larry Adler
Lawrence "Larry" Cecil Adler, född 10 februari 1914 i Baltimore, Maryland, USA, död 7 augusti 2001 i London, var en amerikansk musiker och kompositör. Adler är känd som en av världens främsta munspelsartister genom tiderna. Han samarbetade med musiker som Sting, George Gershwin, Kate Bush och kompositören Ralph Vaughan Williams. Larry Adler spelade främst  kromatiskt munspel.

## Biografi
Larry Adler föddes i Baltimore, Maryland, och var av judiskt ursprung. Han lärde sig att spela munspel, och började spela på en professionell nivå, vid 14 års ålder. 
Adler flyttade till Storbritannien år 1949, efter att ha blivit nästan tvingad att lämnade USA, efter anklagelser om att han var en sympatisör till kommunismen. Detta ledde till en generell uppfattning i Nordamerika under 1950-talet, att Larry Adler var en person som man ska ignorera.
Utöver sin karriär som musiker så framträdde Adler även i ett flertal filmer. Han var även en produktiv brevskrivare. Hans brevväxling med den satiriska tidskriften Privat Eye kom att bli legendarisk. Larry skrev 1985 en självbiografi som han gav namnet It Ain't Necessarily So. Han arbetade även som matkritiker för Harpers & Queen under en tid.
1953 års film På vift med Genevieve gav honom en Oscarsnominering för arbetet med dess filmmusik.
År 1994 firade Adler sin 80-årsdag med att, tillsammans med George Martin, producera ett album med covers på George Gershwin-låtar, The glory of Gershwin. På albumet framför Adler och Martin Rhapsody In Blue.
Adler hade fyra barn, två barnbarn, och två barnbarnsbarn. I augusti 2001, vid 87 års ålder, avled han fridfullt i Saint Thomas' Hospital i London.

## Diskografi

### Album
- Mouth Organ Virtuoso (1995)
- Genius of Larry Adler (1999)
- Larry Adler Again

### Livealbum
- Live at the Ballroom (1986)
- In Concert (1992)

### Samlingsalbum
- Rhapsody in Blue (1995)
- Maestro of the Mouth Organ (1995)
- The Great Larry Adler (1996)
- Golden Era, Vol. 1 (1998)
- Golden Era, Vol. 2 (1998)
- Piano Roll Recordings (1998)
- Harmonica Virtuoso (2001)
- The Best of Larry Adler: Summertime (2001)
- I Got Rhythm (2001)
- Virtuoso of the Mouth Organ (2001)
- An Evening with Larry Adler (2003)